# Ficus odorata
Ficus odorata là một loài thực vật có hoa trong họ Moraceae. Loài này được (Blanco) Merr. mô tả khoa học đầu tiên năm 1904.